# 에드먼드 힐러리
에드먼드 퍼시벌 힐러리 경(영어: Sir Edmund Persival Hillary, KG, ONZ, KBE, 1919년 7월 20일 ~ 2008년 1월 11일)은 뉴질랜드의 산악인이자 탐험가이다. 1953년 5월 29일 33세의 나이에 세르파 텐징 노르가이와 함께 에베레스트 산을 최초로 등정한 인물로 기록되었다.

## 생애

### 유년기
1919년 7월 20일 뉴질랜드 오클랜드에서 퍼시벌 오거스터스 힐러리(Percival Augustus Hillary)와 거트루드 힐러리(Gertrude Hillary)의 아들로 태어났다. 이듬해인 1920년에는 갈리폴리 전역에 참전했던 아버지 퍼시벌 오거스터스를 따라 오클랜드 남쪽 투아카우로 이사를 했다. 그의 아버지는 그곳에 땅을 할양받았다. 그의 조부는 19세기 중반 잉글랜드 요크셔에서 이민을 온 후에 북쪽 와이로아에 정착을 한 정착민이었다.
힐러리는 투아카우 초급학교(Tuakau Primary School)를 졸업한 이후 오클랜드 그래머 스쿨(Auckland Grammar School)에서 교육을 받았다. 초등학교를 2년 빨리 졸업했지만, 고등학교에서는 평균 점수를 따라가기도 쉽지 않았다. 그는 처음에 친구들보다 왜소했기 때문에 매우 소심했고, 책 속에서 위안을 찾았으며, 모험에 대한 공상을 즐겼다. 고등학교까지 등하교는 각각 왕복 2시간 이상이 걸렸고, 그 시간을 독서를 하는데 보냈다. 그는 복싱을 배운 후 자신감을 갖게 된다. 16세 때, 수학여행을 통해 루아페후 산(최고 2,797m)을 등반함으로써 등반에 대한 그의 관심을 자극하게 된다. 그는 195cm의 꺽다리에다가, 근육이 잘 발달하지는 못했지만 육체적으로 강하고, 트램핑을 하는 다른 동료 학생보다 지구력이 강하다는 것을 깨닫게 된다.
그는 오클랜드 대학교에서 수학과 과학을 공부했고, 1939년에는 서던알프스산맥의 쿡산 근처에 있는 1,933m의 올리비어산(Mount Ollivier)을 등정하게 된다. 그의 형제인 렉스의 도움으로 1936년부터 양봉가로 이름을 떨쳤고, 이것은 여름의 한시적 직업으로 겨울에는 등반을 하면서 뉴질랜드의 스키와 등산의 지도자가 되었다. 그의 양봉에 대한 관심은 마이클 에어튼(Michael Ayrton)에게 다이달로스의 잃어버린 왁스 공정을 모방한 황금 벌집 조각을 주조하게 한다. 이것은 뉴질랜드 정원에 놓여져서 벌들이 벌집으로 사용하며, 꿀과 새끼를 치게 하고 있다.

### 제2차 세계 대전
제2차 세계 대전이 발발하자 힐러리는 뉴질랜드 공군에 자원했지만, 양심적 병역 거부 신념이 있었으므로 그의 입대자원서는 철회되었다. 그러나 1943년 징병으로 인해 그는 조종사로 공군에 입대하여 비행정을 조종하는 업무에 종사했다. 1945년에는 피지와 솔로몬 제도로 파견되었고, 그곳에서 보트 사고로 심하게 화상을 입었다. 그 이후 그는 다시 뉴질랜드로 송환되었다.

### 탐사
1948년 1월 30일 에드먼드 힐러리는 해리 에어스(Harry Ayres), 믹 설리번(Mick Sullivan), 루스 애덤스(Ruth Adams)와 함께 쿡 산의 최고봉인 남쪽 산등성이에 등반했다.
1951년에는 에릭 시프턴(Eric Shipton)이 이끄는 영국 정찰 탐사대의 일원이었다.
1952년에는 힐러리와 조지 로(George Lowe)는 에릭 시프턴이 이끄는 영국팀의 일원으로 초오유에 도전했다. 네팔 쪽에서 적절한 루트를 찾는 데 실패한 이후에 힐러리와 로는 룹 라를 건너 티베트으로 횡단하여 북쪽에 있는 옛 제2캠프에 도달했다. 그들은 그곳에서 사전 탐사를 했다.

#### 1953년 에베레스트 탐사

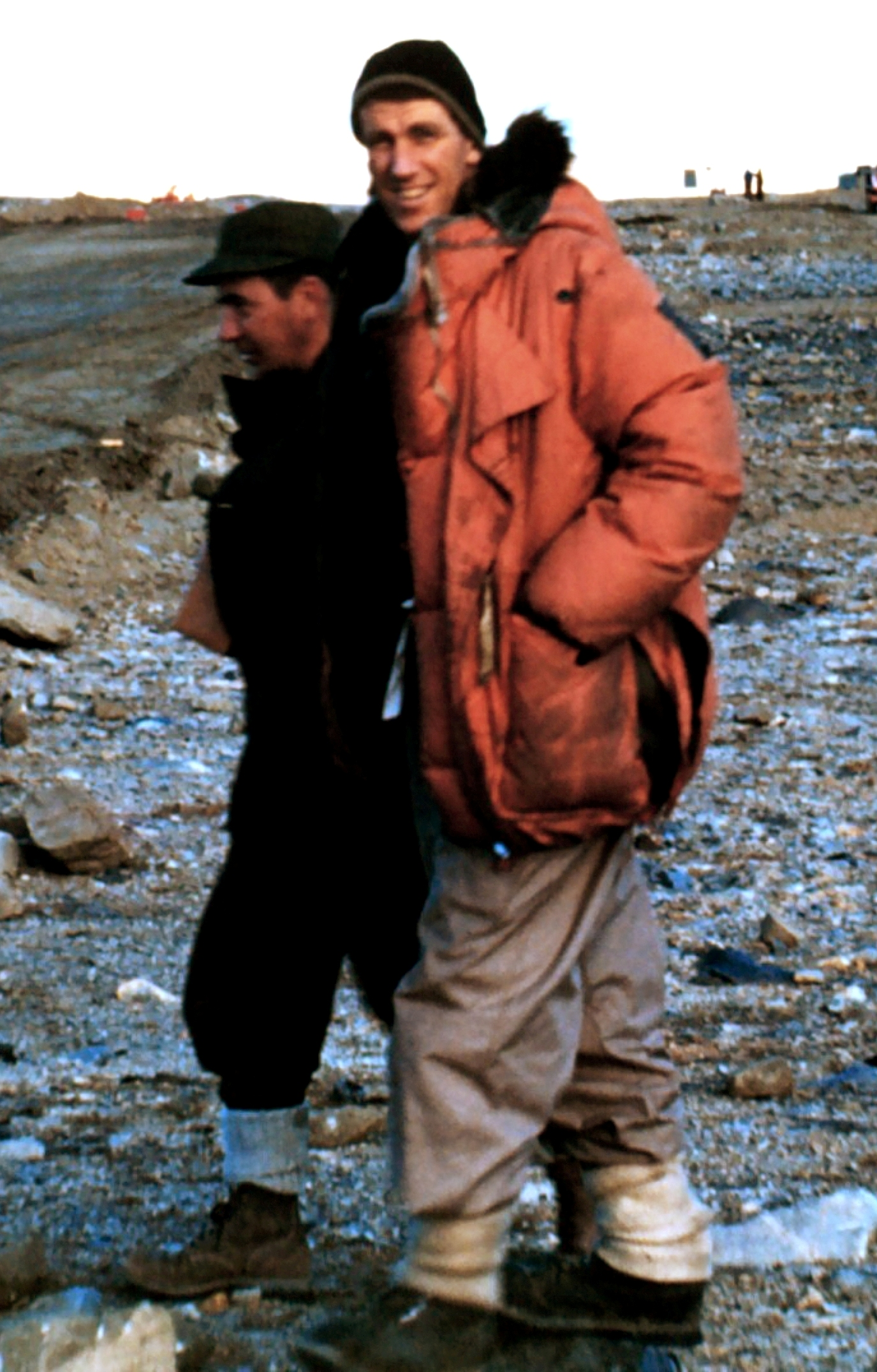
1957년 북극의 에드먼드 힐러리

에베레스트로 가는 루트는 중국의 티베트 통제로 폐쇄되었고, 네팔은 1년에 한 번에 한 해 허용을 했다. 텐징 노르가이가 참가한 스위스 탐사대는 1952년 정상에 도달하려 시도했지만, 정상에서 240m를 남기고 악천후로 인해 되돌아 와야 했다. 1952년 힐러리가 알프스를 등반하는 동안 그와 조지 로가 1953년 등반에 승인된 영국팀으로 연합 히말라야 위원회로부터 초청을 받은 것을 알게 되었고, 그들은 즉시 수락했다.
탐사대는 362명의 짐꾼과 20명의 세르파, 1만개의 짐들이 포함된 400명 이상이었고, 다른 탐사대와 마찬가지로 팀의 노력이 필요했다. 조지 로는 거대하고 가파른 얼음 빙벽인 로체 산 면의 등반 준비를 감독했다. 힐러리는 불안정한 쿰부 아이스폴(Khumbu Icefall)을 관통하는 루트를 계획했다.
1953년 3월 탐사대는 캠프를 설치했다. 천천히 작업을 하면서 마지막 캠프를 해발 7,890m의 사우스 콜에 설치했다. 5월 26일 톰 버딜런(Tom Bourdillon)과 찰스 에번스가 정상 등정에 도전했지만, 에번스의 산소통 불량으로 되돌아 와야 했다. 그 팀은 남쪽 정상에 도달했고, 정상에서는 91m 떨어진 곳이었다. 다음에 탐사대는 텐징과 힐러리를 정상으로 보냈다.
그 팀이 사우스 콜에서 눈보라에 이틀동안 묶여있자, 탐사대는 5월 28일 조지 로와 앨프리드 그레고리(Alfred Gregory), 앙 니마(Ang Nyima) 등 서포터 3인을 파견한다. 이 둘은 지원자들이 산을 내려가는 동안 해발 8,500m에 텐트를 세웠다. 다음 날 아침 힐러리는 텐트 바깥에 둔 신발이 얼어버린 것을 발견한다. 그들은 2시간 동안 얼어버린 신발을 녹이면서 보냈고, 힐러리와 텐징은 14kg의 배낭을 메고 마지막 등정을 시도했다. 마지막 난관은 12m 남은 바위 면으로 이후 "힐러리 계단"으로 명명된다. 힐러리는 바위 면과 얼음 사이로 갈라진 틈에 쐐기를 박을 수 있는 것을 발견하고는 텐징을 따르게 했다. 그곳에서 다음의 노력은 비교적 쉬웠다. 텐징과 힐러리가 에베레스트 산 정상을 최초로 동시에 밟았을 때, 텐징은 그의 말로 "꿈이 이루어졌다!"고 말했다.
1953년 5월 29일 오전 11시 30분 마침내 힐러리는 네팔의 텐징 노르가이와 함께 지상에서 가장 높은 에베레스트 산 정상 8,848m를 최초로 등정하였다. 그들이 정상에 머문 시간은 약 15분 가량이며, 그들은 1924년 올랐다는 멜로리 탐험대의 증거를 찾았지만, 발견할 수 없었다. 그곳에서 힐러리는 얼음도끼를 들고 있는 유명한 텐징의 포즈를 사진찍었다. 그러나 텐징이 사진을 사용해 본 적이 없기 때문에, 정작 자신의 사진을 남기진 못했다. 이것은 이후 논란을 일으켰다. '과연 에드먼드 힐러리 경은 상을 받을 자격이 있는가?', '에드먼드 힐러리 경은 에베레스트 산 정상에서 사진을 찍었을까, 안 찍었을까?' 등이 논란이 된 것이다. 힐러리는 아래로 내려다 보는 사진 등 증거를 남기기 위해 그곳에서 몇 장의 사진을 더 찍고, 그곳에 텐징은 초콜릿을 남겼고, 힐러리는 자신이 받은 십자가를 남겼다. 지금은 그 논쟁이 없어진 상태이지만 아직도 에드먼드 경은 처음으로 에베레스트 정상을 등산한 사람으로서 뉴질랜드 5달러 지폐에 초상이 실렸다. 재위 중인 군주를 포함한 현직 국가원수가 아닌 살아 있는 인물로 지폐에 실린 몇 안되는 인물 중 한 명이 된 것이다.
에베레스트 등정 이후 네팔을 위해서도 봉사하였는데, 그의 사후 네팔 정부는 에베레스트 산과 가장 가까운 공항의 명칭을 에드먼드 힐러리와 텐징을 기념해 텐징-힐러리 공항으로 바꾸었다.
1955년 남극 탐험 대원이 되었으며, 1958년 남극점에 도달하였다. 1985년부터 1989년까지 주인도·방글라데시 고등판무관을 역임하기도 하였다. 2008년 1월 11일, 오클랜드 시티 병원에서 심근 경색으로 사망하였다.

## 저서
저서로 《4개의 에베레스트》, 《에베레스트의 동쪽》 등이 있다.

## 서훈
- 1953년 대영 제국 훈장 2등급(KBE, 작위급 훈장)[16]
- 1987년 뉴질랜드 훈장(ONZ)
- 1995년 가터 훈장(KG)[17]

## 참고 문헌

### 참고 자료
- 지학사 《중2 영어》 11과, Teamwork Makes a Difference